# Total War: Rome II
Total War: Rome II é um jogo de estratégia que desenvolvido pela Creative Assembly e publicado pela Sega que foi lançado 3 de Setembro de 2013 para o sistema Windows. Este foi o oitavo título da série de jogos eletrônicos Total War, sendo uma sequência do jogo de 2004, Rome: Total War.
Assim como em Rome: Total War, Rome II se passa durante o período da antiguidade clássica e foca na República Romana, dando ao jogador a escolha de transformar-se em Império Romano.
O jogo tem um mapa de campanha maior do que o de Rome: Total War, e além dos territórios atingidos pelo Império Romano, o mapa também "deverá abranger o leste e além". Um novo motor gráfico é usado para renderizar o visual do jogo, e novas câmeras permitem o jogador focar em alguns soldados individualmente durante a batalha, que por si contem milhares de combatentes ao mesmo tempo - e em tempo real.
Assim como em Total War: Shogun 2, o jogador tem que fazer decisões durante o jogo. A Creative Assembly afirmou, durante a produção do jogo, que iria expandir essa mecânica, com cada decisão levando ao jogador a uma 'linha de decisão' em particular baseado nas suas decisões anteriores. Além disso, ao invés de atribuir traits exclusivamente aos generais e membros da família como nos jogos anteriores da série, o jogador atribui traits também às legiões. Os jogadores também poderão personalizar suas legiões escolhendo as armas delas.
O jogo foi um sucesso comercial e de crítica, superando seus predecessores em número de vendas. Ainda assim, apesar do alto orçamento, o jogo foi descrito como "altamente bugado" durante seu lançamento. A Creative Assembly reconheceu os problemas e lançou vários patchs para tentar resolver tudo. Apesar destas correções terem melhorado o gameplay e corrigido os problemas, a produtora foi criticada por lançar o jogo naquela condição.

## Jogabilidade
Total War: Rome II se passa no período da Antiguidade Clássica, e se foca em uma representação mais profunda e inclusiva de cada cultura, que foram representadas anacronicamente no jogo original. A grande campanha começa em 273 A.C e dura 300 anos. Contudo, o jogador possui a opção de jogar mais, então não há condições de vitória cronometrada em Rome II.

### Campanha
O mapa de campanha de Rome II se expande da Báctria (Afeganistão) até a Lusitânia (Portugal) e da Caledônia (Escócia) até a Garamantia (no Deserto do Saara) na Europa moderna. Ele é dividido em 173 regiões, as quais são agrupadas em 57 províncias. Províncias são grupos de 4 regiões e cada região dentro de uma provincial pode ver conquistada separadamente. Mas, o controle de uma província inteira vai permitir ao jogador criar éditos a níveis provinciais, éditos que providenciam bônus como o aumento da felicidade pública ao da produção militar. Opções de construções para regiões dentro de províncias são dispostas em um único menu, enquanto a felicidade pública também é em nível de província. Isso significa que se a felicidade pública ficar muito baixa em uma província, a região mais descontente vai se rebelar em vez da província inteira.

## Ligações Externas
- Site Oficial